# Азербайджанський державний театр пантоміми
Азербайджанський державний театр пантоміми (азерб. Azərbaycan Dövlət Pantomim Teatrı) — це перший театр пантоміми в історії театрального мистецтва Азербайджану .

## Історія
16 травня 1994 року був створений Державний театр пантоміми як Театр-студія пантоміми «Збіговисько божевільних» і здійснював діяльність при Театрі юного глядача. Головним режисером театру є Бахтіяр Ханизаде. Він тісно співпрацював зі студентами Азербайджанського державного університету культури і мистецтв та вибрав з них тих, яких він вважав придатними для створення піонерської театральної студії в Азербайджані. Протягом наступних 11 років театр базувався в будівлі Театру юних глядачів, поки не перемістився в будівлю кінотеатру «Шафаг».
У 2000 році театр-студія «Збіговисько божевільних» отримав статус державного театру.
У 2009 році трупа театру гастролювала в 12 країнах, до їх репертуару входили 24 п'єси як місцевих, так і зарубіжних драматургів.
У травні 2019 року урочисто відзначалось 25-річчя театру. За цей час чимало акторів театру стали відомими: Народний артист Азербайджану Парвіз Мамедрзаев, заслужені артисти Ельман Рафієв, Наргіле Гарибова, Бахруз Ахмедлі, Сабіна Гаджиєва, актори Нурлан Рустамов, Сабіра Гасанова, Солмаз Бадалова, Лейла Атаева та інші.
Азербайджанський державний театр пантоміми брав участь в понад 35 зарубіжних та місцевих театральних фестивалях.

## Вистави
- Бахтіяр Ханизаде — «Лихо та людина»
- Заур Зейналов — «Маска»
- Антуан де Сент-Екзюпері — «Маленький принц»
- «Мангурт» за мотивами твору Чингіза Айтматова
- Бахруз Ахмедлі. «Трагедія і людина» (дитячий спектакль)
- Бахтіяр Ханизаде «Не забудемо»
- Джейхун Дадашов. «Я та я»
- Абдулла Шаїг. «Тиг-тиг» (дитячий спектакль)
- Бахруз Ахмедлі. «Ора-бура»
- Наргіле Гурбанова, Джейхун Дадашов. «Катарсис»
- Бахруз Ахмедлі. «Трагедія і людина»
- «Делі Домрул» за мотивами дастана «Китаби Діда Горгуд»

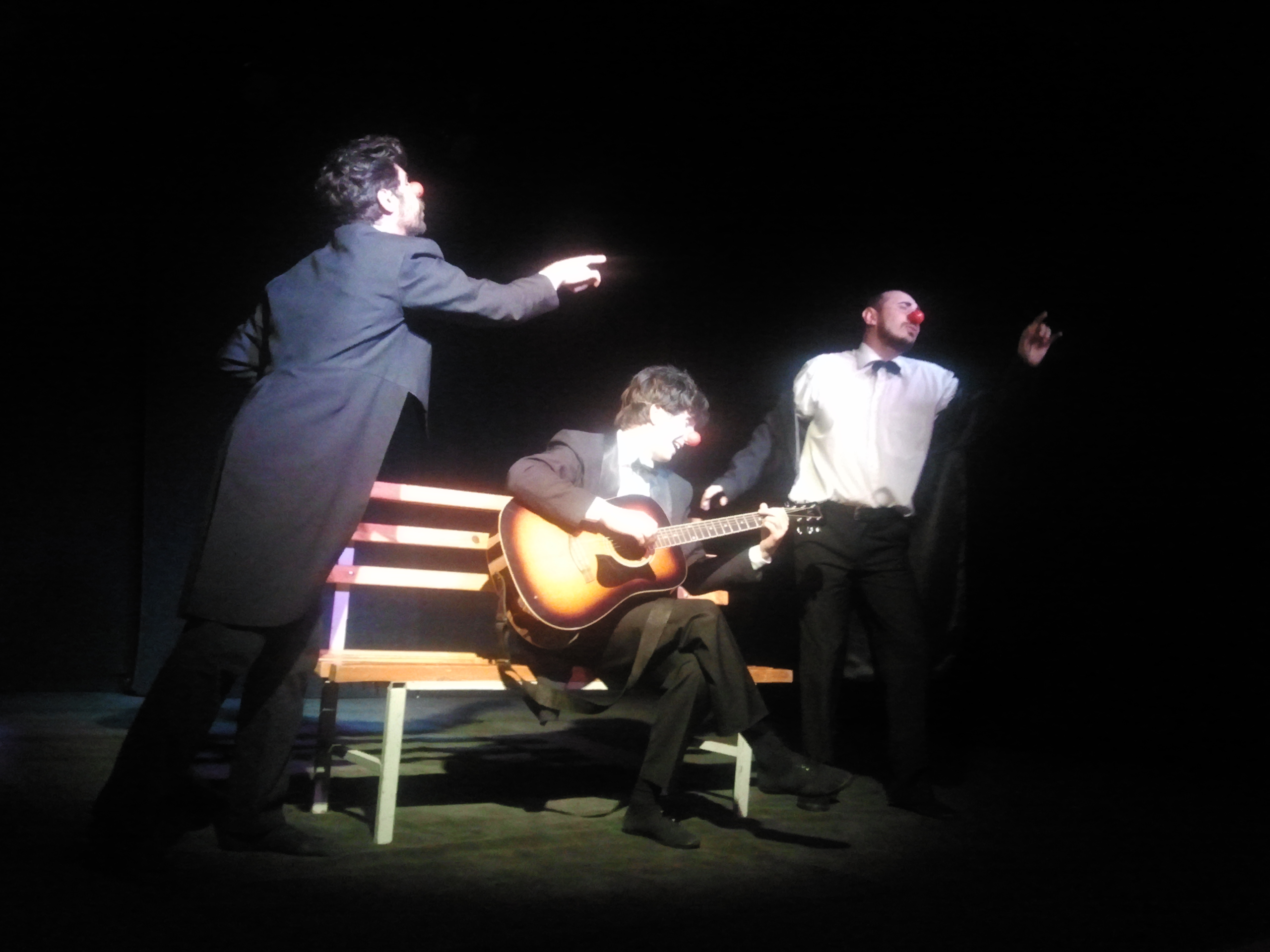
Букет з пантоміми. Режисер: Бахтіяр Ханізаде
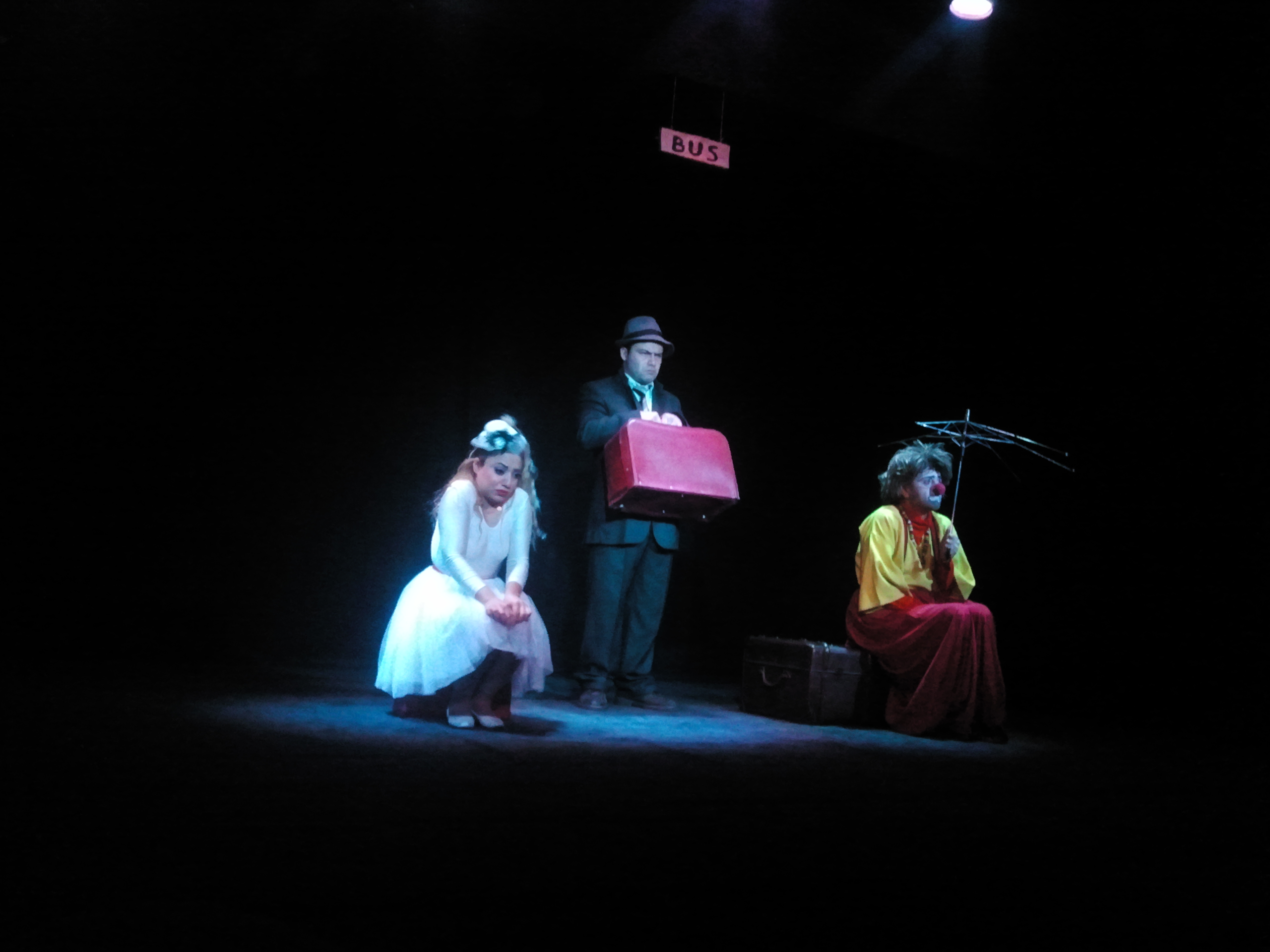
Степняк. Режисер: Бахруз Вагіфоглу